# Pallavolo ai Giochi della XXI Olimpiade - Torneo maschile
Il IV campionato di pallavolo maschile ai Giochi olimpici si è svolto dal 18 al 30 luglio 1976 a Montréal, in Canada, durante i Giochi della XXI Olimpiade. Al torneo hanno partecipato 10 squadre nazionali e la vittoria finale è andata per la prima volta alla Polonia.

## Gironi
| Girone A                                         | Girone B                                        |
| ------------------------------------------------ | ----------------------------------------------- |
| Canada Cecoslovacchia Corea del Sud Cuba Polonia | Brasile Egitto Giappone Italia Unione Sovietica |

## Fase finale

### Finali 1º e 3º posto
|  | Semifinali       | Semifinali       | Semifinali |         |                  | Finale 1º/2º posto | Finale 1º/2º posto | Finale 1º/2º posto |  |
|  |                  |                  |            |         |                  |                    |                    |                    |  |
|  | Cuba             | Cuba             | 0          |         |                  |                    |                    |                    |  |
|  | Cuba             | Cuba             | 0          |         |                  |                    |                    |                    |  |
|  | Unione Sovietica | Unione Sovietica | 3          |         |                  |                    |                    |                    |  |
|  | Unione Sovietica | Unione Sovietica | 3          |         | Unione Sovietica | Unione Sovietica   | 2                  |                    |  |
|  |                  |                  |            |         | Unione Sovietica | Unione Sovietica   | 2                  |                    |  |
|  |                  |                  | Polonia    | Polonia | 3                |                    |                    |                    |  |
|  | Polonia          | Polonia          | Polonia    | Polonia | 3                | 3                  |                    |                    |  |
|  | Polonia          | Polonia          |            |         |                  | 3                  |                    |                    |  |
|  | Giappone         | Giappone         | 2          |         |                  | Finale 3º/4º posto | Finale 3º/4º posto | Finale 3º/4º posto |  |
|  | Giappone         | Giappone         | 2          |         |                  |                    |                    |                    |  |
|  |                  |                  |            |         |                  |                    |                    |                    |  |
|  |                  |                  |            |         |                  | Cuba               | Cuba               | 3                  |  |
|  |                  |                  |            |         |                  | Cuba               | Cuba               | 3                  |  |
|  |                  |                  |            |         |                  | Giappone           | Giappone           | 0                  |  |

### Finali 5º e 7º posto
|  | Semifinali     | Semifinali     | Semifinali    |               |                | Finale 5º/6º posto | Finale 5º/6º posto | Finale 5º/6º posto |  |
|  |                |                |               |               |                |                    |                    |                    |  |
|  | Cecoslovacchia | Cecoslovacchia | 3             |               |                |                    |                    |                    |  |
|  | Cecoslovacchia | Cecoslovacchia | 3             |               |                |                    |                    |                    |  |
|  | Italia         | Italia         | 0             |               |                |                    |                    |                    |  |
|  | Italia         | Italia         | 0             |               | Cecoslovacchia | Cecoslovacchia     | 3                  |                    |  |
|  |                |                |               |               | Cecoslovacchia | Cecoslovacchia     | 3                  |                    |  |
|  |                |                | Corea del Sud | Corea del Sud | 1              |                    |                    |                    |  |
|  | Corea del Sud  | Corea del Sud  | Corea del Sud | Corea del Sud | 1              | 3                  |                    |                    |  |
|  | Corea del Sud  | Corea del Sud  |               |               |                | 3                  |                    |                    |  |
|  | Brasile        | Brasile        | 2             |               |                | Finale 7º/8º posto | Finale 7º/8º posto | Finale 7º/8º posto |  |
|  | Brasile        | Brasile        | 2             |               |                |                    |                    |                    |  |
|  |                |                |               |               |                |                    |                    |                    |  |
|  |                |                |               |               |                | Brasile            | Brasile            | 3                  |  |
|  |                |                |               |               |                | Brasile            | Brasile            | 3                  |  |
|  |                |                |               |               |                | Italia             | Italia             | 0                  |  |

## Podio

### Campione
Formazione: 1 Stefański Włodzimierz, 2 Bronisław Bebel, 3 Lech Łasko, 4 Edward Skorek, 5 Tomasz Wójtowicz, 6 Wiesław Gawłowski, 7 Mirosław Rybaczewski, 8 Zbigniew Lubiejewski, 9 Ryszard Bosek, 10 Sadalski Włodzimierz, 11 Zbigniew Zarzycki, 12 Marek Karbarz, CT: Hubert Wagner

### Secondo posto
Formazione: 1 Anatolij Poliščuk, 2 Vjačeslav Zajcev, 3 Efim Čulak, 4 Vladimir Dorochov, 5 Aleksandr Ermilov, 6 Pāvels Seļivanovs, 7 Oleg Moliboga, 8 Vladimir Kondra, 9 Jurij Starunskij, 10 Vladimir Černyšëv, 11 Vladimir Ulanov, 12 Aleksandr Savin, CT: Jurij Česnokov

### Terzo posto
Formazione: 1 Leonel Marshall, 2 Victoriano Sarmientos, 3 Ernesto Martínez, 4 García Víctor, 5 Carlos Salas, 6 Raúl Vilches, 7 Jesús Savigne, 8 Lorenzo Martínez, 9 Diego Lapera, 10 Antonio Rodríguez, 11 Alfredo Figueredo, 12 Jorge Pérez, CT: -

## Classifica finale
| Classifica | Squadre          | Qualificazione              |
| ---------- | ---------------- | --------------------------- |
|            | Polonia          | Giochi della XXII Olimpiade |
|            | Unione Sovietica |                             |
|            | Cuba             |                             |
| 4          | Giappone         |                             |
| 5          | Cecoslovacchia   |                             |
| 6          | Corea del Sud    |                             |
| 7          | Brasile          |                             |
| 8          | Italia           |                             |
| 9          | Canada           |                             |